# Estreito de Kanmon

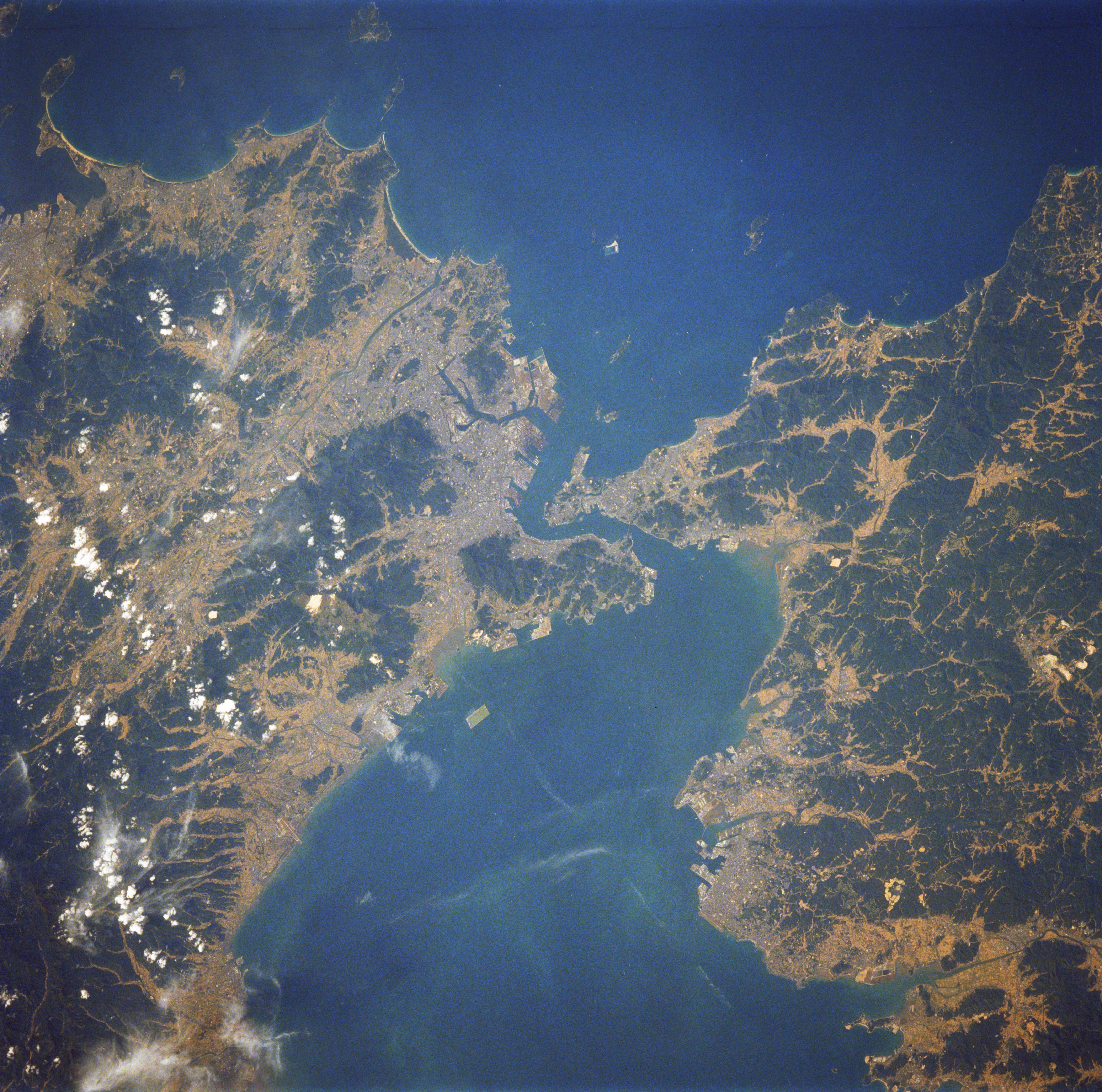
Estreito de Kanmon visto do espaço. Kyūshū está à esquerda e Honshū à direita.

O Estreito de Kanmon (em japonês 关门海峡 Kanmon Kaikyō) ou Estreito de Shimonoseki é uma extensão de água separando duas das quatro principais ilhas do Japão. Do lado de Honshu encontra-se Shimonoseki (下关, que contribuiu "Kan" para o nome do estreito) e sobre o lado de Kyushu situa-se Kitakyushu, cuja antiga cidade (atualmente um bairro), Moji (门司), deu ao nome do estreito o seu "mon". O estreito é assoreado à razão de cerca de 15 centímetros por ano, e a sua dragagem, tornou possível a construção do Novo Aeroporto Kitakyushu a baixo custo.

## População da área de Kanmon
A população total da Área de Kanmon é de cerca de 1,3 milhões de pessoas, contando toda a Kitakyushu (aproximadamente um milhão) e Shimonoseki (aproximadamente 300.000), embora as definições detalhadas variem muito (ver Kitakyūshū-Fukuoka). Um novo aeroporto foi inaugurado em Kitakyushu em 16 de março de 2006, que se espera venha a trazer mais prosperidade, sob a forma de aumento do turismo e do comércio para a área.